# Бои за Васильков
Бои за Василько́в — боестолкновения между Российской Федерацией и Украиной за установления контроля над городом Васильков в Киевской области, прошедшие с 25 по 27 февраля 2022 года в ходе вторжения России на Украину, а также сопутствующие им ракетные обстрелы.
Город Васильков имел стратегическую военную ценность; в его окрестностях расположены военная авиабаза, крупная нефтебаза и ремонтные цеха для беспилотников «Байрактар».

## Первый обстрел
Военная авиабаза в районе Василькова была одной из первых целей, поражённых в начале вторжения России на Украину. В результате ракетного удара, нанесённого в 5 часов утра 24 февраля 2022 года, были повреждены здания авиабазы, часть техники и систем ПВО, однако предварительно многие украинские истребители и средства ПВО были передислоцированы — в результате первые достигшие аэродрома ракеты часто били по пустым местам: «Мы создали фальшивые цели для наших врагов», — вспоминал о первых днях боёв министр обороны Украины Алексей Резников.
Некоторые самолеты, по словам генерала Анатолия Кривоножко, уже находились в воздухе, когда произошли удары — это была ещё одна тактика для спасения флота. Кривоножко дал своим частям около 90 минут, чтобы собраться после первого обстрела. В то утро в некоторых случаях российские ракеты успешно поражали цели: казарма 138-й радиотехнической бригады была разрушена, но 50 человек, спавших внутри, чудом остались живы. Сирена, предупреждающая их о необходимости искать убежище, не сработала.
Младшие пилоты взяли реактивные гранатомёты и заняли позиции для защиты Васильковской авиабазы, старшие и более опытные пилоты распределили очередь первых полётов, зная, что эти миссии, скорее всего, станут для них последними. Кривоножко сказал, что некоторые пилоты совершали по три-четыре самолёто-вылета в день, чтобы вступить в бой с российскими войсками. Они часто пропускали предполётные проверки и взлетали с укороченных взлётно-посадочных полос, которые были разбомблены, а затем за ночь отремонтированы.

## Хронология боёв
Вечером 25 февраля, согласно заявлениям мэра Василькова Натальи Баласинович, начался ракетный обстрел городской военной части, после чего российские войска начали вторжение, высадившись в Василькове на парашютах вечером 25 и в ночь на 26 февраля. В ответ украинские силы выдвинули тяжёлую технику из Киева к Василькову. Тяжёлые бои между российским десантом и силами территориальной обороны проходили в центре города.
26 февраля командование воздушных сил ВСУ заявило, что в 00:30 по местному времени украинский Су-27 сбил российский самолёт Ил-76 МД, который мог перевозить десантников (согласно стандартным характеристикам, такие самолёты могут перевозить до 167 военных или 126 десантников, при экипаже в 6—7 человек). Утверждалось, что в 03:20 второй Ил-76 был сбит над близлежащим городом Белая Церковь. Associated Press сообщило, что два американских чиновника подтвердили сбитие самолётов — однако непосредственных подтверждений фактов сбития не появилось ни в ближайшие дни, ни к началу апреля; военный эксперт Майкл Кофман предположил, что заявления о сбитых самолётах, скорее всего, были ошибочными, в то же время российские войска могли заранее отправить туда отряд сухопутных войск с севера. С подобным заявлением выступил и офицер по связям с общественностью Командования ВВС Украины: «Мы не думаем, что они прилетели на больших самолётах, но во многих местах было много диверсионных групп».
Военный историк Андрей Харук предполагает, что россияне высадили вблизи аэродрома Василькова вертолетный десант. Высадка была произведена ночью, что давало атакующим преимущество в неожиданности, однако лишало десант огневой поддержки с вертолетов. Высадка далеко от рубежей российских войск (50км до Гостомеля) делала подход механизированного подкрепления неправдоподобным. Десант должен был захватить аэродром и "обеспечить прибытие транспортных самолетов". В ходе ночных боев на улицах Василькова десант был уничтожен. Утром 26 февраля украинская сторона заявила, что бои за город окончились победой ВСУ. Газета The Wall Street Journal писала, что утром украинские войска патрулировали город и разыскивали отставших россиян.
В ночь с 26 на 27-е февраля, по сообщению офицера украинских ВВС, в ходе утренней перестрелки украинские силы потеряли 6 человек, при этом уничтожив пятерых и ранив одного российского диверсанта.
Мэр Василькова заявила о наличии раненых и некотором числе погибших в ходе боёв украинцев (обозначенных ей как «200-е» и ошибочно воспринятые англоязычными СМИ как число раненых).

## Последовавшие события

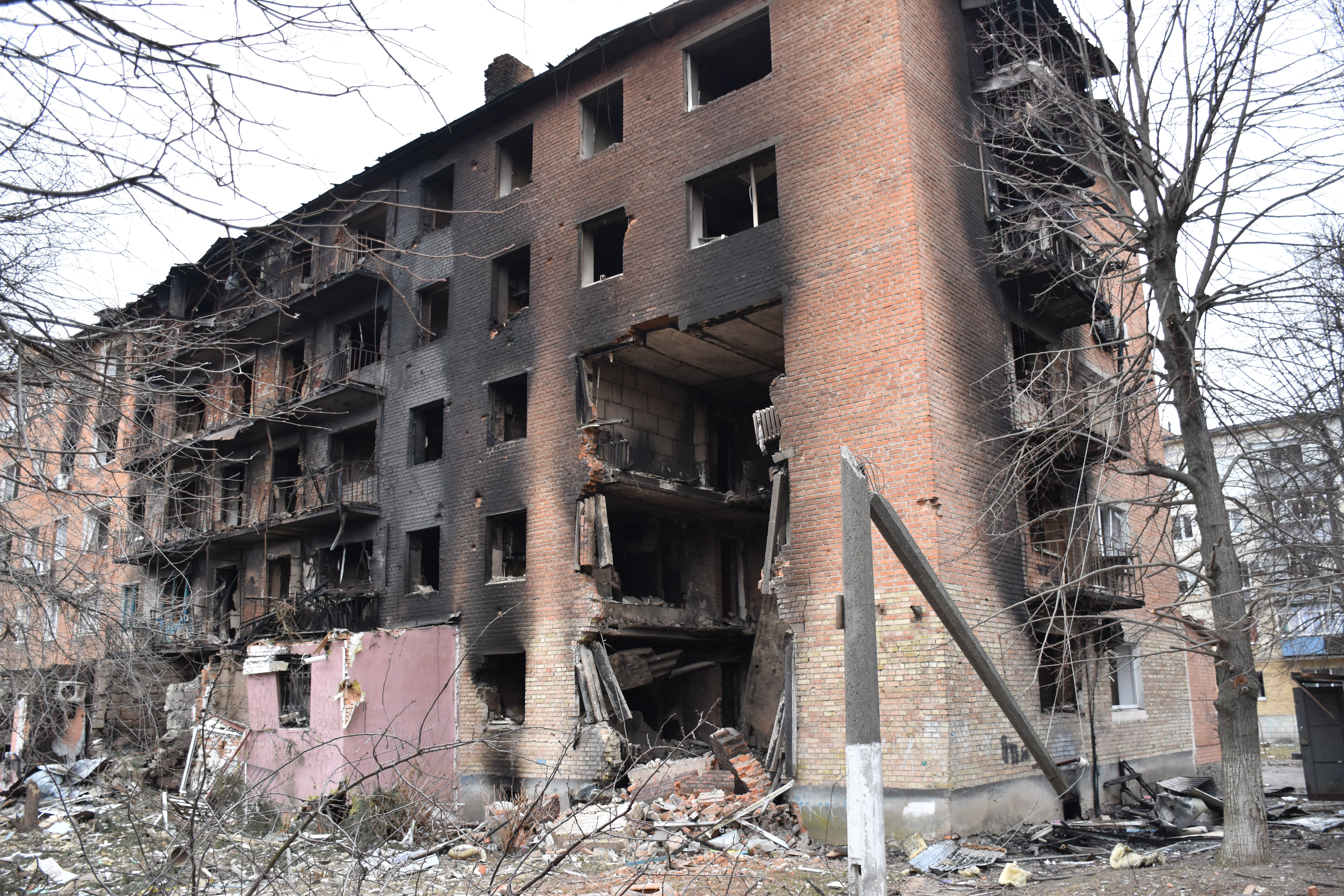
Разрушенное здание дома № 42 по улице Декабристов в Василькове

27 февраля был нанесён ракетный удар по Васильковской нефтебазе компании «KLO», на ней возник пожар, в самом городе пострадали здания училища и пятиэтажного общежития. Телеканал «Настоящее время» отметил, что местность Василькова обстреливается с самого начала вторжения из-за расположения рядом с городом крупных складов с боеприпасами.
28 февраля Министерство обороны России заявило, что открыт гуманитарный коридор из Киева по трассе Киев — Васильков, несмотря на продолжающуюся опасность обстрела города.
На 7 марта украинская территориальная оборона продолжала круглосуточное патрулирование города, около 100 местных жителей продолжали укрываться в подвалах.
12 марта российской ракетной атакой была разрушена авиационная база в районе Василькова.
18 апреля сообщалось о возможном взрыве в Василькове, но непосредственно заявление не было подтверждено.